# 維什涅韋 (大米海利夫卡區)
47°11′36″N 30°5′16″E / 47.19333°N 30.08778°E
維什內韋（烏克蘭語：Вишневе）是位於烏克蘭西南部的村莊，由敖德萨州羅茲季利納區的采布里科韋市鎮負責管轄。該村始建於1787年，面積1.1平方公里，海拔高度43米，2001年人口645，人口密度每平方公里586.36人。